# Truth (Jeff Beck)
Truth è il primo album di Jeff Beck e del suo gruppo The Jeff Beck Group. L'album è considerato un antesignano del genere heavy metal.

## Caratteristiche
L'album contiene tre canzoni originali composte da Beck con Rod Stewart, Let Me Love You, Blues Deluxe e Rock My Plimsoul. Tra i brano ci sono anche diversi remake di canzoni degli Yardbirds Shapes of Things, I Ain't Superstitious  di Willie Dixon e Greensleeves.
All'incisione dell'album hanno partecipato anche il chitarrista dei Led Zeppelin Jimmy Page in Beck's Bolero, il bassista del medesimo gruppo, John Paul Jones, come bassista in Beck's Bolero ed all'Hammond in Ol' Man River e You Shook Me e Keith Moon degli Who in Beck's Bolero ed in Ol' Man River.

## Tracce
Lato A
1. Shapes of Things (Chris Dreja, Jim McCarty, Keith Relf e Paul Samwell-Smith) - 3:22
2. Let Me Love You (Jeffrey Rod) - 4:44
3. Morning Dew (Bonnie Dobson e Tim Rose) - 4:40
4. You Shook Me (Willie Dixon e J. B. Lenoir) - 2:33
5. Ol' Man River (Jerome Kern e Oscar Hammerstein) - 4:01

Lato B
1. Greensleeves (Tradizionale, arrangiamento di Jeff Beck) - 1:50
2. Rock My Plimsoul (Jeffrey Rod) - 4:13
3. Beck's Bolero (Jimmy Page, Jeff Beck) - 2:54
4. Blues De Luxe (Jeffrey Rod) - 7:33
5. I Ain't Superstitious (Willie Dixon) - 4:53

## Formazione
- Rod Stewart - voce (tranne in Greensleeves e Beck's Bolero)
- Jeff Beck - chitarra, voce, arrangiamenti; basso in Ol' Man River
- Ron Wood - basso (tranne in Ol' Man River, Greensleeves e Beck's Bolero)
- Aynsley Dunbar - batteria in Rock My Plimsoul

## Altri membri
- Micky Waller - batteria (tranne in Greensleeves e Beck's Bolero)
- Nicky Hopkins - piano in Morning Dew, You Shook Me, Beck's Bolero e Blues Deluxe
- Keith Moon - batteria in Beck's Bolero, timpani in Ol' Man River
- Jimmy Page - chitarra acustica 12 corde in Beck's Bolero
- John Paul Jones - basso in Beck's Bolero e organo Hammond in Ol' Man River e You Shook Me
- Mickie Most - produttore